# César Fernández Ardavín
César Fernández Ardavín (Madrid, 22 september 1921 – Boadilla del Monte, 7 september 2012) was een Spaans regisseur en scenarioschrijver die het leeuwendeel van zijn carrière wijdde aan het maken van korte artistieke documentaires.

## Biografie

### Carrière
Fernández Ardavín kwam uit een artistieke familie, zijn vader was kunstschilder en zijn twee ooms Eusebio Fernández Ardavín en Luis Fernández Ardavín, respectievelijk een filmregisseur en een toneelschrijver. César begon zijn filmcarrière bij zijn oom Eusebio in de late jaren 40 als assistent-regisseur. Het oeuvre van Fernández Ardavín omvat in totaal 44 producties; waarvan: 11 speelfilms, 23 documentaires en 10 korte films. Voor zijn gelijknamige filmische interpretatie van de zestiende-eeuwse schelmenroman Lazarillo de Tormes (De kleine Lázaro van Tormes) uit 1959 ontving Fernández Ardavín de Gouden Beer op het jaarlijks Internationaal filmfestival van Berlijn in 1960.

### Overlijden
Fernández Ardavín is thuis in Boadilla del Monte op 7 september 2012 een natuurlijke dood gestorven.

## Filmografie
- 1979 - Los fantasmas del taller (Porcelanas de hoy)
- 1978 - Marinas
- 1978 - Andaduras de Don Quijote (La Mancha IV)
- 1978 - Arte actual U.S.A.
- 1978 - Atlántida (El mundo de Manuel de Falla II)
- 1978 - Cales y cantos (La Mancha III)
- 1978 - Geografía de La Mancha
- 1978 - La medalla hoy
- 1977 - Toque de alba
- 1977 - La mujer en Goya
- 1977 - Guía de Santiago de Compostela
- 1977 - Doña Perfecta
- 1976 - Airiños
- 1976 - Las últimas postales de Stephen
- 1976 - Tierras de vino (Sol en botellas I)
- 1975 - No matarás
- 1973 - El escaparate
- 1973 - El muestrario
- 1973 - Objetivo- seguridad
- 1971 - Los amores de Pío
- 1971 - Memorias de un pájaro
- 1971 - Por caminos de Castilla
- 1970 - Hembra
- 1969 - La Celestina3
- 1969 - Yantares de España
- 1968 - El turismo de don Pío
- 1968 - Lladró- porcelanas de hoy
- 1968 - Viaje por Aranjuez
- 1967 - Pasaporte para la paz (Postales de España)
- 1967 - Tour Espagne
- 1966 - San Pablo en el arte
- 1966 - Saulo de Tarso
- 1965 - La frontera de Dios
- 1965 - Cartas de un peregrino
- 1965 - Quijote ayer y hoy
- 1964 - Viaje fantástico en globo
- 1962 - Cerca de las estrellas
- 1961 - Festival
- 1960 - Ballet español
- 1959 - El Lazarillo de Tormes
- 1957 - ...Y eligió el infierno
- 1957 - La puerta abierta
- 1954 - ¿Crimen imposible?
- 1952 - La llamada de África